# Sirolo
Sirolo es una comuna de 3.311 habitantes en la provincia de Ancona, Italia.
Está situado cerca de Monte Conero, y en la época medieval era un castillo que perteneció a la familia Conti Cortesi. Se trata de un destino turístico, especialmente en el verano y ha sido galardonado con una de las once banderas azules de la región de las Marcas. Cuenta con un restaurado centro de la ciudad medieval, que culmina con una pequeña plaza con vistas al el mar y en el Monte Conero. 
Asimismo, acoge regularmente al certamen Miss Italia. Siendo un popular destino turístico, cuenta con muchos restaurantes y bares. Desde la plaza principal hay 10 minutos andando a la playa.

## Evolución demográfica
| Gráfica de evolución demográfica de Sirolo entre 1861 y 2001 |
|                                                              |
| Fuente ISTAT - elaboración gráfica de Wikipedia              |

- Datos: Q124999
- Multimedia: Sirolo / Q124999

1. ↑  Worldpostalcodes.org, código postal n.º 60020.
2. ↑  «Codici Catastali». Comuni-italiani.it (en italiano). Consultado el 29 de abril de 2017.